# 槇原愛菜
槇原 愛菜（まきはら まな、1995年3月30日 - ）は、日本のAV女優。テスター所属。
趣味:ウォーキング。

## 略歴・人物
2013年11月にE-BODY（3本）とkawaii*（4本）の2メーカー専属女優としてデビューした巨乳AV女優。
2014年8月よりMOODYZ（2本）の専属女優となる。
2016年8月25日にOPERAから「超極上の脱糞解禁」をリリースし、スカトロ作品にも進出、以降はスカトロ女優として複数作品をリリースした。

## 出演作品

### アダルトDVD
2013年
- E-BODY×kawaii*2メーカー専属同時デビュー! Bodyなの? Cuteなの? どっちが好きなの? 完全ノーカット新人リアルSEX（11月13日、E-BODY）
- kawaii*×E-BODY2メーカー専属同時デビュ→ Cuteなの? Bodyなの? どっちが好きなの?（11月25日、kawaii*）
- 絶頂99回!!（12月13日、E-BODY）
- 天然発育えっちなカラダ ヌルびちょボディspecial（12月25日、kawaii*）

2014年
- 連発猛ピストン（1月13日、E-BODY）
- 美少女ふたりでエッチッチ! 愛菜のドキドキ初体験どきゅめんと♥（1月25日、kawaii*）共演:桜井あゆ
- 早熟な生尻（2月25日、kawaii*）
- ギャル家庭教師 愛菜先生の天然Gカップ授業（4月7日、Be Free）
- まっきー全作コンプリートだょ☆槇原愛菜8時間special（5月25日、kawaii*）※総集編
- 女子校生監禁凌辱 鬼畜輪姦 112（6月7日、アタッカーズ）
- 自宅占拠 乗っ取られた家庭教師の生活（7月7日、アタッカーズ）
- 美人ウェイトレス公開調教倶楽部（8月7日、アタッカーズ）
- 完全ノーカット真性中出し（8月13日、MOODYZ）
- MOODYZファン感謝祭 バコバコバスツアー2014 南国バコバコランド大乱交!!（9月13日、MOODYZ）共演:上原亜衣、つぼみ、乙葉ななせ、浜崎真緒、湊莉久、神波多一花、夏目優希、川村まや、波多野結衣、篠めぐみ、枢木みかん、佳苗るか、阿部乃みく、桜井あゆ、紺野ひかる
- お掃除上手な中出し家政婦（9月25日、本中）
- 中出し公衆便所 種付け肉便器女（10月25日、本中）
- ムーディーズファン感謝祭 うらバコバコバスツアー2014 〜補欠者救済? つぼみ風雲斎の野望!!〜（11月1日、MOODYZ）共演:さとう遥希、広瀬奈々美、保坂えり、つぼみ風雲斎、波多野結衣、上原亜衣、乙葉ななせ、浜崎真緒、湊莉久、神波多一花、夏目優希、川村まや、篠めぐみ、枢木みかん、佳苗るか、阿部乃みく、紺野ひかる、桜井あゆ
- 全発射本物精子 21連続顔射と1人の男の2連続 中出し絶倫セックス+21発マ○コぶっかけ&ノーカット10連受精中出し!（11月25日、ダスッ!）
- フィスト&フットファック 〜実は私、変態なんです〜（12月4日、グローリークエスト）
- 男を惑わす美脚美女のパンスト（12月13日、MOODYZ）
- OPPAI 巨乳4輪車ソープスペシャル（12月19日、OPPAI）共演:茜あずさ、川菜美鈴、水希舞
- 男の妄想バラエティー もしも巨根がなによりのステータスで優遇される世界があったら…（12月20日、ROCKET）他出演:永崎文、戸部睦実 ほか

2015年
- 女体拷問研究所 THE THIRD JUDAS （ユダ） プレミア・バージョン 新人捜査官の惨い刻 そして狂淫の闇に堕つ（1月1日、Baby Entertainment）
- 穴パンディルドオナニー（1月3日、OFFICE K'S）他出演:本真ゆり、野宮さとみ、浜崎真緒、花咲のどか
- 逆夜這い 気持ち良くて目を覚ますと予想だにしない女の子が僕のチ〇ポをしゃぶっていた。（1月3日、OFFICE K'S）他出演:橘優花、花咲のどか
- 息子の嫁（1月7日、マドンナ）
- 全身ベロベロ舐めまくりド痴女（1月9日、REAL）共演:本真ゆり　他出演:花咲のどか、浜崎真緒、野宮さとみ、橘優花、中野翔子、原美織
- 完全主観 ずっと見つめてダブルフェラチオ（1月21日、OFFICE K’S）他出演：花咲のどか、浜崎真緒、野宮さとみ、橘優花、咲羽優衣香、本真ゆり、中野翔子、原美織、小西まりえ
- 本気で感じるディルドオナニー Vol.3（1月21日、OFFICE K’S）他出演：野宮さとみ、橘優花、浜崎真緒、伊藤りな
- 戦場のミリくぱぁ（2月5日、ROCKET）共演：伊藤りな、白井まい、水沢みゆ
- 美少女即ハメ白書 33（2月20日、プレステージ）他出演：紗也いつか、成海うるみ、前田さおり
- 売れっ子ロリ女優にイジメられて得意技でヌカれた（3月5日、フリーダム）他出演：一之瀬すず、春日野結衣、逢沢るる
- 自画撮りオマ○コ指オナニー 3（3月5日、グローリークエスト）他出演：紺野ひかる、友田彩也香、茜あずさ、有本紗世、芹沢つむぎ、さくらえな、原千草、雲乃亜美 ほか
- 超真面目なアダルトグッズメーカーのセールスレディは「自分の身体も営業道具。」 どんなに感じても平静を装い、何度イっても仕事を止めない（3月6日、DIY）他出演：神波多一花
- 東京コールガール（3月13日、BAZOOKA/ケイ・エム・プロデュース）他出演：北川杏樹、向井こころ、逢沢はるか
- おっぱい丸出しで診療する巨乳だらけの歯科医院（3月13日、UMANAMI/ケイ・エム・プロデュース）共演：北川エリカ、千乃あずみ、嘉門ゆうか、小倉はるか、愛川ひより
- 全裸のロリ少女に小便ぶっかけられた俺（4月5日、フリーダム）他出演：一之瀬すず、春日野結衣、逢沢るる
- レズビアンハイスクール ～放課後ノンストップ＆ハイテンション☆JKほろ酔いレズ大乱交～（4月7日、ビビアン）共演：上原亜衣、佳苗るか、阿部乃みく、彩城ゆりな、白咲碧
- 出張メイドのニーハイソックスで射精させられた僕!（5月5日、フリーダム）他出演：一之瀬すず、春日野結衣、逢沢るる
- アナル、咲き乱れて…（5月7日、アタッカーズ）
- 入浴中に姉が入ってきて我慢が出来なくなった僕は何度も姉に膣内射精した。（5月8日、TMA）他出演：紺野ひかる、逢沢るる
- 机の下で手を出したら感じてきた女友達（5月9日、AKNR）他出演：百田まゆか、司ミコト、原波瑠
- 「あなたがイクまでずっと見てる。」 いろんな場所で14人の美女たちがしてくれる極上ベロフェラ!（5月22日、TMA）他出演：渋谷美希、紺野ひかる、三上里穂、花咲のどか、ましろあい、小鳥遊はる 他
- ストッキング女にターゲットを絞り集団バス痴漢! 恐怖と快楽の境を失った女は幾度もイキまくり、ただの肉便器と化す!（5月22日、UMANAMI/ケイ・エム・プロデュース）他出演：神波多一花、島崎りこ、小野麻里亜
- 奴隷女教師 純情新任教師のアナル惨劇（6月1日、シネマジック）共演：すみれ
- 真正中出し!（6月5日、モブスターズ）
- 電気あんま罵倒（6月5日、フリーダム）他出演：阿部乃みく、逢沢るる、杏咲望、碧しの、武藤つむぎ、武藤あやか、竹内真琴、一之瀬すず、原千草、蓮実クレア 他
- 巨乳美人女将だらけの夢の温泉旅館（6月12日、BAZOOKA/ケイ・エム・プロデュース）共演：かすみりさ、篠田ゆう、水野朝陽
- 嫁の妹の風呂上がりを見てしまった俺（6月18日、AKNR）他出演：上原亜衣、渋谷美希、逢沢るる
- 満員電車でハメたがる発情痴女（6月26日、TMA）他出演：紺野ひかる、渋谷美希、辻井ゆう、三上里穂、羽月都花沙
- ニオイを感じる足裏（7月5日、フリーダム）他出演：阿部乃みく、逢沢るる、杏咲望、一之瀬すず、白咲碧、武藤あやか、碧しの 他
- 日焼けした親友の彼女とやっちゃった俺（7月9日、AKNR）他出演：夕樹あさひ、あやね遥菜、白咲碧
- Lesbian desire ～S級BODY レズビアン～（8月1日、U&K）共演：事原みゆ
- 女を変えるこの快楽…ッ!! 1ヶ月間禁欲した女に、「ポルチオイキ」「媚薬オイルマッサージ」「催眠洗脳」で本気イカセ。10回射精しても終わらないエクスタシー（8月13日、レインボー/HERO）
- 全てが最高条件で叶う! スペシャル風俗マンションへようこそ（8月14日、BAZOOKA/ケイ・エム・プロデュース）共演：上原亜衣、神波多一花、乙葉ななせ
- 近所に住む綺麗な若妻がノーブラ状態で胸の隙間から乳首を丸ごと見せつけてくる! 分かりやすいOKサインを受け、僕はその無防備妻と濃厚にSEXをした!（9月11日、SCOOP/ケイ・エム・プロデュース）他出演：上原亜衣、川村まや、星野ひびき、乙葉ななせ
- 愛菜の挑発チラリズム …転校生が小悪魔すぎて困るんです…その6（12月25日、アロマ企画）

2016年
- 挑発ディルドオナニー III（1月13日、アロマ企画）他出演：二宮ナナ、浅倉愛、夏海花凛、荒木まい、夜空まひろ
- 大胆パンチラで挑発され、ま○こ見せつけられながらパンツで手コかれちゃった僕。 4（1月25日、アロマ企画）他出演：川菜美鈴、七海りこ、夜空まひろ、白井まい
- 触手狂宴女捜査官 悪魔の病棟（2月7日、アタッカーズ）共演：春菜はな、あすか光希
- 調教オフィス アナル淫虐に涙を流す美人OL（2月19日、ミステリア/妄想族）
- 大胆パンチラ番外編 スカートの中に潜り込みたい! 超接近型挑発 P2（2月25日、アロマ企画）他出演：川菜美鈴、松本メイ、月島杏奈、朝比奈麻里、西口あられ
- 新・腰ふり騎乗位 3  咥え込んだら離さない女たち（3月25日、アロマ企画）他出演：ましろあい、葉山美空、水城りの、橘まゆき、椿かなめ
- AJOI 究極の完全主観オナニーサポートDVD 6  Aromatic Jerk Off Instruction（4月13日、アロマ企画）他出演：椿かなめ、葉山美空、聖菜アリサ、玉城マイ
- 突然パンチラで挑発されてこっそりシゴいちゃった僕。 その10（4月13日、アロマ企画）他出演：なつめ愛莉、なごみ、川瀬麻衣、橘まゆき、蛯名りな
- 妹が我が家で開催したクラス会 まるごと全員に種くばり（5月1日、ZUKKON/BAKKON）共演：間宮つくし、日高結愛、逢沢るる、春日野結衣、岩瀬みゆ、美木ななみ、吹石みゆ、愛咲えな、玉城マイ、里美まゆ、桜ちなみ、森星いまり、柳あきら
- 突然やってきた営業レディは媚薬を飲むと、黒パンストを擦りつけながら淫らに股間を滴らせ、カニバサミで中出しを求めた!（5月13日、V&R PRODUCE）他出演：神ユキ、綾瀬みなみ、南星愛
- 女子校生強制中出し 9（6月10日、TMA）他出演：長谷川夏樹、里美まゆ
- 真面目で熱心な新入女子社員の悩みを相談! 社員のいない深夜の会社で絶対秘密の生挿入! 社内にも関わらず理性は崩壊し仰け反るように絶叫イキ! あまりの気持ちよさに中出しOK!（7月8日、V&R PRODUCE）他出演：紗藤まゆ、北川エリカ、南星愛
- 超極上の脱糞解禁（8月25日、OPERA）
- 生中出し 引き裂きアナル拷姦（9月1日、V(ヴィ)）
- 初スカトロ解禁!! コスプレイヤー 監禁スカトロ凌辱（11月1日、OPERA）
- レズへの扉 ～大興奮! シチュエーションレズ～（12月1日、U&K）共演：事原みゆ／他出演：蓮実クレア、神ユキ、椿かなめ、羽生ありさ
- 超高級巨乳スカトロソープ（12月8日、OPERA）
- 人妻中出し介護ヘルパー 世話好き過ぎて何でもしちゃう人妻介護ヘルパーさん（12月25日、ビッグモーカル）他出演：舞野いつき、杉崎絵里奈

2017年
- 女子校生 初めてのレズスカLOVE（2月7日、OPERA）共演：真仲佐知
- 囚われの糞豚奴隷（3月7日、OPERA）

### イメージDVD
- 『ええじゃないか』（2013年9月1日、未満）
- Drastic challenge vol.11（2013年12月20日、ドラスティック）

### アダルトグッズ
- Virtual Reality 槇原愛菜（2014年7月25日、EXE）※非貫通オナホール